# Perilissus nudus
Perilissus nudus là một loài tò vò trong họ Ichneumonidae.